# Esarp
Esarp är en bebyggelse i Esarps socken i Staffanstorps kommun, Skåne län kring Esarps kyrka. Denna ligger öster om bebyggelsen Sånahusen där bland annat Esarps gamla skola ligger och som även ofta benämns Esarp.
Den medeltida kyrkan, med anor från 1200-talet, fick på i början av 1860-talet en genomgripande restaurering och tillbyggnad. Det nuvarande kyrktornet med trappgavel uppfördes år 1929 och en invändig renovering gjordes 1983. 

## Esarps säteri
Två mindre bruksenheter slogs 1606 samman till en herrgård, Esserups gård. År 1609 förlänades Magnus Skåning gården av den danska kronan. Under åren 1675-79 plundrades och ödelades gården. Några år senare var gården återuppbyggd och gavs då beteckningen Eesarps säteri. 
En omfattande restaurering vidtogs också i början av 1900-talet av säteriets dåvarande ägare Gottfrid Pettersson, och gården delades i två enheter, Gamla Esarp och Nya Esarp, denna senare belägen i Sånahusen..
Gamla Esarp är uppfört i korsvikeskonstruktion i såväl huvud- som ekonomibyggnad. Huvudbyggnaden härrör från 1700-talet, medan ladugården stod klar år 1852. Landsvägen gick i äldre tider genom gården. Till gården hör också en vattenkvarn, som finns omnämnd redan på 1600-talet. Den kvarnbyggnad som det finns rester av än idag, härrör från tidigt 1800-tal. Byn och kvarnen blev riksbekant i början av 1930-talet, efter en rättegång mot mjölnaren Nils Andersson. Han fälldes i februari 1932 i häradsrätten för att ha mördat sin fru Hanna, genom att dränka henne vid kvarnen när hon var där för att tvätta kläder, och för otukt med pigan på gården. Efter ny rättegång i november 1947, friades Nils och beviljades skadestånd för åren i fängelse. Händelsen blev många år senare ett av fallen i TV-serien Skånska mord, där Nils (kallad Esarparn) gestaltades av Ernst-Hugo Järegård.
Nya Esarp uppfördes, i början av 1900-talet av Gottfried Pettersson, som en tidstypisk villa med stora omkringliggande ekonomilängor.

## Esarpshögen
I södra delen av området finns en gravhög från bronsåldern.

## Ortsnamnet Esarp
Namnet är dokumenterat år 1490 som Aesarp, det vill säga Aeses gård. Det har sedan skrivits som Essarp (1550), Eserup (1590), Esserup (1606), Eesarp (1680) och Esarup (1812).